# Pedicularis asparagoides
Pedicularis asparagoides är en snyltrotsväxtart som beskrevs av Philippe Picot de Lapeyrouse. Pedicularis asparagoides ingår i släktet spiror, och familjen snyltrotsväxter. Inga underarter finns listade i Catalogue of Life.